# 호세 마누엘 핀토
호세 마누엘 핀토 콜로라도(스페인어: José Manuel Pinto Colorado, 1975년 11월 8일 ~ )는 스페인의 전직 축구 선수로 선수 시절 포지션은 골키퍼였다. 셀타 비고에서는 주전 골키퍼로 활약했으며 바르셀로나에서는 빅토르 발데스의 백업 골키퍼로 활약했다.

## 클럽 경력
안달루시아주 카디스도 엘푸에르토데산타마리아에서 태어난 호세 마누엘 핀토는 1994년에 레알 베티스 유스 팀에 합류하면서 선수 생활을 시작했고 나중에 1군 팀으로 승격되었다. 1997-98 라리가 시즌에서는 라싱 산탄데르와의 경기에서 후반전에 교체 투입되면서 데뷔했다. 하지만 호세 마누엘 핀토는 레알 베티스에서 주전 골키퍼로 활약했던 토니 프라츠에게 밀려서 출전 기회가 거의 없었기 때문에 1998년에 셀타 비고로 이적하게 된다.
호세 마누엘 핀토는 셀타 비고에서 주전 골키퍼로 활약하면서 팀의 주장을 맡았다. 특히 2005-06 라리가 시즌에서는 36경기에서 29골, 경기당 0.78골만을 허용하면서 트로페오 리카르도 사모라를 수상하는 영예를 안게 된다. 호세 마누엘 핀토는 라리가 125경기, 세군다 디비시온 56경기에 출전했고 1999-2000 시즌부터 2003-04 시즌까지 UEFA 챔피언스리그, UEFA컵(현재의 UEFA 유로파리그) 경기에 출전했다.
호세 마누엘 핀토는 2008년 1월 18일에 바르셀로나로 임대 계약을 체결했는데 축제 기간 동안에 무릎 인대가 손상되는 부상을 당한 알베르트 조르케라를 대신하기 위한 선수로 기용되었다. 호세 마누엘 핀토는 2008년 4월 26일에 열린 데포르티보 라코루냐와의 라리가 원정 경기에서 데뷔전을 치렀는데 바르셀로나는 데포르티보 라코루냐에 0-2 패배를 기록했다. 호세 마누엘 핀토는 캄 노우에서 열린 RCD 마요르카와의 홈 경기에서 2번째로 출전했는데 바르셀로나는 RCD 마요르카에 2-0으로 앞서고 있다가 2-3 역전패를 당했다.
호세 마누엘 핀토는 2008년 5월 30일에 바르셀로나와 2년 동안에 걸친 500,000유로 규모의 완전한 계약을 체결했다. 호세 마누엘 핀토는 2008-09 시즌 동안에 열린 코파 델 레이에서 주전 골키퍼로 기용되었고 바르셀로나가 결승전에서 아틀레틱 빌바오를 누르고 우승을 차지하는 데에 기여했다. 하지만 바르셀로나에서 주전 골키퍼로 활약했던 빅토르 발데스에게 밀렸기 때문에 출전 기회는 적은 편이었다.
2010년 10월 22일에는 유럽 축구 연맹(UEFA)이 FC 코펜하겐과의 UEFA 챔피언스리그 조별 예선 홈 경기에서 부적절한 행동을 벌인 호세 마누엘 핀토에 대한 징계 절차에 착수했다. 보도에 따르면 호세 마누엘 핀토는 골문을 향해 달려가던 상대 팀 선수인 세자르 산칭을 속여서 자신이 오프사이드라고 생각하도록 휘파람을 불었는데 스테판 라누아 심판이 휘슬을 불었다고 믿고 산칭을 멈추게 했다고 한다. 하지만 심판은 경기를 계속 진행하도록 명령했고 속임수를 쓴 호세 마누엘 핀토 선수에 대해 경고를 주지 않았다고 한다. 바르셀로나는 경기가 끝난 이후에 호세 마누엘 핀토의 행동에 대해 강하게 거리를 두었지만 호세 마누엘 핀토가 휘파람을 불면서 해당 사건에 대해 환호하는 모습이 비디오에 포착되면서 조사에 들어갔다. 호세 마누엘 핀토는 유럽 축구 연맹으로부터 2경기 출전 정지 처분을 받았다.
호세 마누엘 핀토는 2011년 2월 20일에 열린 아틀레틱 빌바오와의 라리가 홈 경기에서 처음으로 무릎 부상으로 인해 출전할 수 없게 된 빅토르 발데스를 대신하여 선발 출전했다. 특히 페르난도 요렌테가 올린 헤딩 슛을 선방하면서 바르셀로나의 2-1 승리에 기여했다. 레알 마드리드와의 2010-11 코파 델 레이 결승전 경기에도 선발 출전했으나 바르셀로나는 연장전 끝에 레알 마드리드에 0-1 패배를 기록하면서 준우승을 차지했다. 레알 마드리드와의 2010-11 UEFA 챔피언스리그 준결승 1차전 경기에서는 벤치에 있었으나 전반전 추가 시간에 레알 마드리드의 알바로 아르벨로아 선수, 첸도 레알 마드리드 대표와의 논쟁을 벌이다가 볼프강 슈타르크 심판으로부터 퇴장 명령을 받았다. 그럼에도 불구하고 바르셀로나는 레알 마드리드와의 원정 경기에서 2-0 승리를 기록했다.
호세 마누엘 핀토는 2011-12 시즌 동안에 열린 코파 델 레이에서 주전 골키퍼로 기용되었고 바르셀로나가 결승전에서 아틀레틱 빌바오를 누르고 우승을 차지하는 데에 기여했다. 2012년 4월 29일에 열린 라요 바예카노와의 라리가 원정 경기에도 출전했는데 바르셀로나는 라요 바예카노에 7-0 승리를 기록했다.
2012년 말에는 2013년 6월에 만료될 예정이던 바르셀로나와의 계약을 2014년 6월까지 연장하기로 합의했고 2013년 2월 11일에 새로운 계약을 체결했다. 2014년 5월 19일에 바르셀로나와의 계약이 만료될 예정이라는 사실을 확인하면서 은퇴하게 된다.

## 사생활
호세 마누엘 핀토는 축구 선수로 활동하면서 힙합 음악가, 음악 프로듀서로도 활동했다. 2000년에는 자신의 레이블인 와힌 마키나시오네스(Wahin Makinaciones)를 설립했는데 2006년에 처음 출시된 음반 제목이기도 했다. 와힌(Wahin)은 호세 마누엘 핀토의 또 다른 자아이기도 하다.

## 수상 경력

### 클럽
셀타
- UEFA 인터토토컵: 2000

바르셀로나
- 라리가: 2008-09, 2009-10, 2010-11, 2012-13
- 코파 델 레이: 2008-09, 2011-12; 준우승 2010-11, 2013-14
- 수페르코파 데 에스파냐: 2009, 2010, 2011, 2013; 준우승 2012
- UEFA 챔피언스리그: 2008-09, 2010-11
- UEFA 슈퍼컵: 2009, 2011
- FIFA 클럽 월드컵: 2009, 2011

### 개인 수상
- 라리가: 2005-06 시즌 트로페오 리카르도 사모라 수상